# Oleh Šturbabin
Oleh Valerijovyč Šturbabin (in ucraino Олег Валерійович Штурбабін?; Baku, 22 luglio 1984) è uno schermidore ucraino, vincitore di una medaglia d'argento ed due di bronzo ai campionati mondiali di scherma.

## Palmarès
In carriera ha conseguito i seguenti risultati:
- Mondiali di scherma

L'Avana 2003: bronzo nella sciabola a squadre.
Lipsia 2005: bronzo nella sciabola individuale.
Torino 2006: argento nella sciabola a squadre.
- Europei di scherma

Copenaghen 2004: bronzo nella sciabola a squadre.
Lipsia 2010: bronzo nella sciabola individuale e nella sciabola a squadre.
- Universiadi

2011 - Shenzen: oro nella sciabola a squadre.